# Slægtens Yngste
Slægtens Yngste er en amerikansk stumfilm fra 1921 af Alfred E. Green og Jack Pickford.

## Medvirkende
- Mary Pickford som Cedric Errol og Mrs Errol
- Claude Gillingwater som Earl
- Joseph J. Dowling som William Havisham
- James A. Marcus som Hobbs
- Kate Price som Mrs. McGinty
- Fred Malatesta som Dick
- Rose Dione som Minna